# Runcu (okręg Gorj)
Runcu – wieś w Rumunii, w okręgu Gorj, w gminie Runcu. W 2011 roku liczyła 1085 mieszkańców.